# Miguel Ángel Santoro
Miguel Ángel Santoro est un footballeur argentin, né le 27 février 1942 à Sarandí (Argentine) . 
Ce gardien de but a réalisé la plus grande partie de sa carrière au Club Atlético Independiente et fut sélectionné en équipe d'Argentine pour la coupe du monde de football 1974.

## Carrière

### Carrière de joueur
Santoro évolue de 1962 à 1974 avec le CA Independiente, pour lequel il dispute 343 rencontres, ce qui constitue un record au club pour un gardien. À cette époque, Independiente a une des meilleures équipes du monde. Il remporte avec les rouges 10 titres : 4 championnats d'Argentine (1963, 1967, 1970, 1971), 4 Copa Libertadores (1964, 1965, 1972, 1973), une Coupe intercontinentale (1973) et une Copa Interamericana (1973).
Après la coupe du monde de 1974, il part en Europe, au Hércules CF, où il termine sa carrière trois ans plus tard.

### Carrière d'entraîneur
Santoro revient dans son club d'origine, dont il est l'entraîneur lors de la saison 1980. Il est rappelé sur le banc du club à cinq reprises dans les années 2000 : en 2001, 2005, 2007, 2008 et 2008-2009.